# Mont Kosciuszko
|  | No s'ha de confondre amb Monticle de Kościuszko. |

El mont Kosciuszko,
 situat a les muntanyes Nevades, al Parc Nacional de Kosciuszko, és el cim més alt de l'Austràlia continental. L'explorador polonès Paul Strzelecki li va posar aquest nom l'any 1840 en honor de l'heroi nacional polonès general Tadeusz Kościuszko.
Diverses mesures del pic que originalment va ser batejat com a Kosciuszko van mostrar que era lleugerament més baix que el seu veí, el Mont Townsend, i el noms van ser transposats oficialment, de forma que el mont Kosciusko és el pic més alt d'Austràlia, i el mont Townsend és el segon. La fotografia presa per Eugene von Guerard que es troba a la National Gallery of Australia titulada Panorama del nord-est vist des del pic nord del mont Kosciusko és realment el mont Townsend.

## Etimologia i gràfics
La muntanya va ser batejada per l'explorador polonès Paweł (Paul) Edmund Strzelecki el 1840, en honor del lluitador per la llibertat polonès-lituà i estatunidenc, el general Tadeusz Kościuszko, per la seva semblança percebuda amb el monticle de Kościuszko a Cracòvia, Polònia.
Un grup d'exploració dirigit per Strzelecki i James Macarthur al seu costat amb els guies indígenes Charlie Tarra i Jackey van iniciar el que s'anomena l'expedició del sud de Strzelecki. Macarthur buscava noves pastures. Strzelecki volia investigar el clima, la geologia, la paleontologia i la geografia de Nova Gal·les del Sud (NSW) i publicar les seves troballes. Això va incloure la identificació del cim més alt d'Austràlia, que Strzelecki va assolir el 12 de març de 1840.
L'aproximació es va fer des de la vall de Geehi. Després de pujar a Hannel's Spur, es va assolir el cim que ara s'anomena Mont Townsend. Aquí Strzelecki va utilitzar els seus instruments per fer observacions. El mont Townsend és la segona muntanya més alta d'Austràlia, adjacent i gairebé a la mateixa alçada que el mont Kosciuszko, i Strzelecki va veure que el cim veí era lleugerament més alt. En presència de Macarthur va anomenar el cim més alt Mont Kosciusko en honor al famós cap militar polonès-lituà que va morir el 1817. Com que era tard, Macarthur va decidir tornar al campament i Strzelecki va pujar sol al cim de Kosciuszko.
A partir dels registres de Strzelecki, es va cartografiar el cim més alt d'Austràlia. Un error cartogràfic comès en una edició de mapes victorians va traslladar el mont Kosciusko a la posició de l'actual mont Townsend. Edicions posteriors del mapa van continuar mostrant la ubicació original. Els mapes de l' NSW no van cometre aquest error.
L'error victorià va crear confusió. El 1885, l'explorador austríac Robert von Lendenfeld, guiat per James M. Spencer, un pastor local, ajudat per un mapa que contenia l'error de transposició, va arribar al mont Townsend creient que era el mont Kosciusko. Segons Spencer, els aborígens locals van anomenar el mont Kosciusko Tar-gan-gil. Igual que Strzelecki, Lendenfeld també va observar que el cim veí era més alt. El va anomenar Mount Townsend per honrar l'agrimensor que el 1846 va travessar el cim.
Lendenfeld va afirmar que havia identificat i havia arribat al cim més alt del continent. El Departament de Mines de NSW va descobrir l'error de Lendenfeld i va assignar el nom de Mount Townsend a la segona muntanya més alta de la serralada. L'anunci de Lendenfeld va crear més confusió. Quan es va corregir l'error de Lendenfeld, es va crear una llegenda popular que s'intercanviaven els noms establerts de les dues muntanyes en lloc de reeducar la població amb el nom de la muntanya més alta.
La confusió va ser arreglada el 1940 per BT Dowd, un cartògraf i historiador del Departament de Terres de NSW. El seu estudi va reafirmar que la muntanya anomenada per Strzelecki com a Mont Kosciuszko era, com sempre havien demostrat els mapes de NSW, el cim més alt d'Austràlia. Quan el llibre de camp de Macarthur del viatge històric va ser publicat el 1941 per C. Daley, va confirmar encara més l'aclariment de Dowd. Això vol dir que Targangil, esmentat a l'article de Spencer de 1885, era el nom indígena del mont Townsend, no del mont Kosciusko. Segons AEJ Andrews, el mont Kosciuszko no tenia nom indígena. Es pot trobar una anàlisi detallada de la història de la muntanya als llibres de HPG Clews i al citat llibre d'AEJ Andrews Kosciusko: The Mountain in History.
El nom de la muntanya s'havia escrit anteriorment Mount Kosciusko, una anglicització, però l'ortografia Mount Kosciuszko va ser adoptada oficialment el 1997 pel Geographical Names Board de Nova Gal·les del Sud. La pronunciació tradicional anglesa de Kosciuszko és /ˌkɒziˈʌskoʊ/ KOZ-ee-US-koh, però de vegades s'utilitza la pronunciació /kɒˈʃʊʃkoʊ/ kosh-UUSH-koh, que és substancialment més proper a la pronunciació polonesa [ kɔɕˈt͡ɕuʂkɔ ] ⓘ .

### Noms aborígens
Hi ha uns quants noms aborígens autòctons (Ngarigo) associats a Mount Townsend, on J. Macarthur va registrar el 1840 uns quants campaments dels nadius. Hi ha certa confusió quant als sons exactes. Aquests són Jagungal, Jar-gan-gil, Tar-gan-gil, Tackingal; no obstant això, tots signifiquen Bogong Moth, que estiven a la muntanya.
El 2019, Kunama Namadgi es va presentar a la Junta de Noms Geogràfics de Nova Gal·les del Sud com a nom dual proposat per al mont Kosciuszko. La proposta va ser presentada per la Toomaroombah Kunama Namadgi Indigenous Corporation, que afirma que el nom proposat significa neu i muntanya. Segons l'oncle John Casey, el nom de Ngarigo de la muntanya «ha estat Kunama Namadgi durant 4.000 anys, des que estem al país, fins que va arribar l'home blanc a principis del 1800 i va ser llavors quan el van canviar». No obstant això, Iris White, la presidenta del Comitè Assessor Executiu de Kosciuszko del Sud, va qüestionar aquest relat, afirmant que «aquest nom no prové de la nostra llengua. És ofensiu perquè en algunes de les nostres llengües Kunama realment significa femta. White va dir que no s'hauria de donar un nom nou «només perquè soni aborigen o soni bé».

## Geografia
La muntanya es va formar per elevació geològica. No es va formar per cap activitat volcànica recent. Les intrusions de granit erosionat romanen al cim com a grans blocs sobre les roques sedimentàries més erosionades.
Les espècies vegetals que es troben a la muntanya són:
- ranúncul de Kosciuszko (Ranunculus anemoneus)
- Herba de Vickery (Rytidosperma vickeryae)
- Phebalium (Nematalolepis ovatifolia)
- Billy buttons (Craspedia)
- Xiclet de neu

## Arribant al cim
El mont Kosciuszko és el cim més alt d'Austràlia continental. Fins a l'any 1977 es podia conduir des del coll de Charlotte fins a pocs metres del cim, però l'any 1977 la carretera es va tancar a l'accés de vehicles de motor públic per motius ambientals. La carretera està oberta des de Charlotte Pass per a caminants i ciclistes durant 7.6 km fins a Rawson Pass, a una altitud de 2100|m}} sobre el nivell del mar. A partir d'aquí un 1.4 km |0}} el camí condueix al cim.
També es pot apropar al cim des de Thredbo, trigant entre 3 i 3,5 hores per fer un viatge d'anada i tornada. Aquesta caminada senzilla comença des de dalt del telecadira Thredbo Kosciuszko Express, que funciona tot l'any. El sender és popular a l'estiu i és una passarel·la de malla per protegir la vegetació autòctona i prevenir l'erosió. Té 5 km |1}} fins a Rawson Pass, on es troba amb la pista de Charlotte Pass, i des d'on queda 1.4 km fins al cim. La caminada fins al cim és la més fàcil de totes les Set Cims.
El vàter públic més alt d'Austràlia es va construir al pas de Rawson l'any 2007, per fer front a les més de 100.000 persones que visiten la muntanya cada estiu.
La tercera ruta, que sovint es passa per alt, puja al mont Kosciuszko, puja per l'històric i desafiant Hannel's Spur Track (15.5 km o 9,6 mi), que s'acosta des del NO i és l'única ruta per passar per la Western Fall Wilderness Zone, passant per quatre bandes de biodiversitat diferents al llarg de l'ascens. La Hannel's Spur Track és oficialment l'ascens vertical més gran d'Austràlia amb 1,800 m (5.900 peus). Aquesta és la mateixa ruta que l'explorador Paul Strzelecki va pujar i va descobrir Kosciuszko el 1840 i també la mateixa ruta anual que els ramaders van portar el bestiar amunt i avall de la vall gairebé 2. a sota per pasturar als prats alpins de Kosi durant tot l'estiu. Les diverses tribus aborígens de la vall de Murray també van utilitzar aquesta mateixa ruta anualment durant mil·lennis per accedir a Kosciuszko per collir les delícies de les arnes de Bogong que eren abundants durant els mesos d'estiu i per socialitzar-se amb altres tribus de la costa i les planes del nord. El cap del camí (senyal) del Hannel's Spur Track té uns 1.4 km excursió SSE de l'àrea de descans de Geehi a la carretera Alpine Way entre les ciutats de Thredbo i Khancoban.
El cim i els voltants estan coberts de neu a l'hivern i la primavera (normalment comença al juny i continua fins a l'octubre o més tard). La carretera de Charlotte Pass està marcada per pals de neu i proporciona una guia per als esquiadors de fons, i la pista de Thredbo es pot seguir fàcilment fins que la neu es cobreix a l'hivern.

Mirant al nord des del cim cap a Mount Townsend

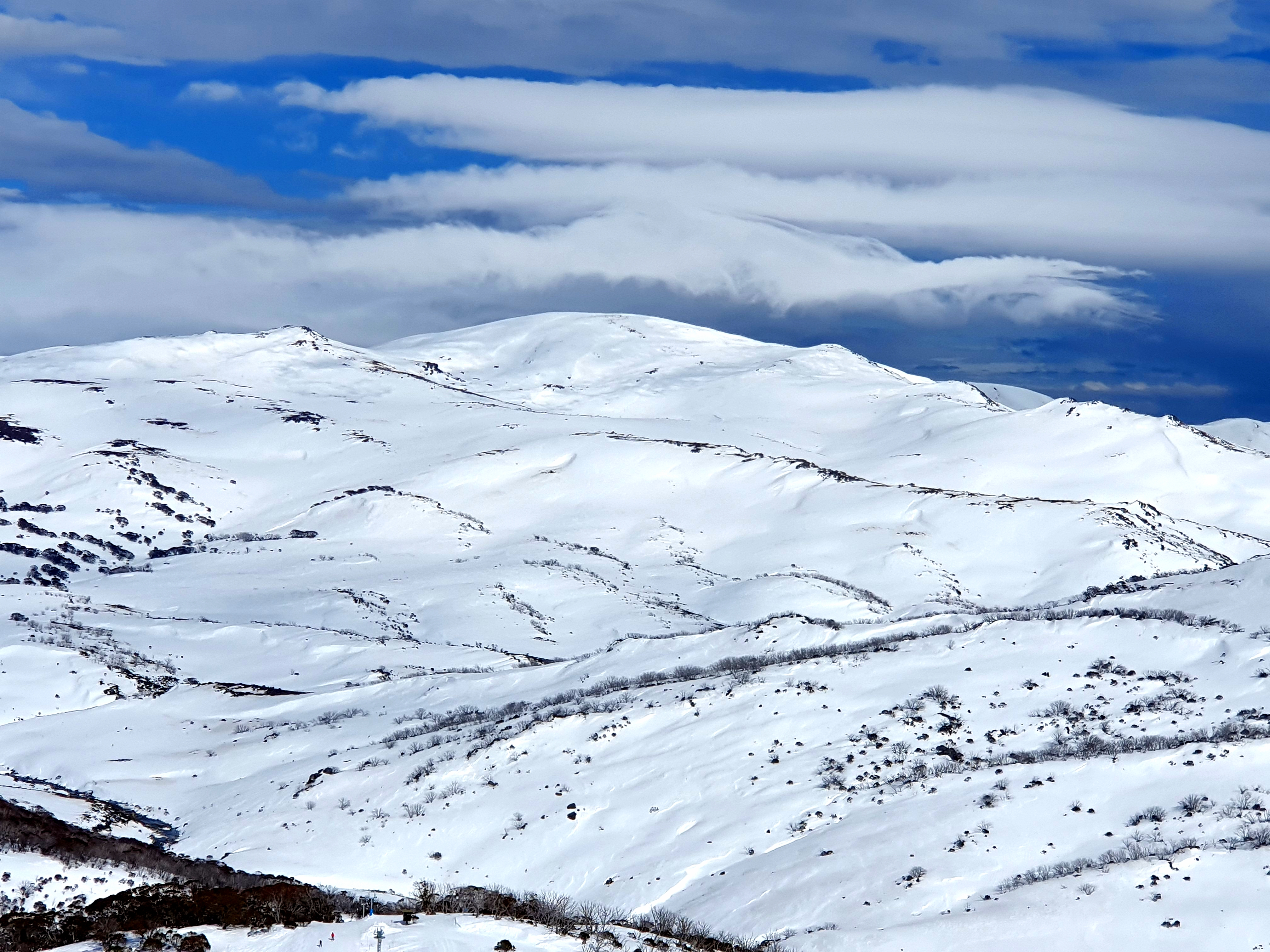
Mont Kosciuszko amb neu, vist des del pic Guthega

### Recreació

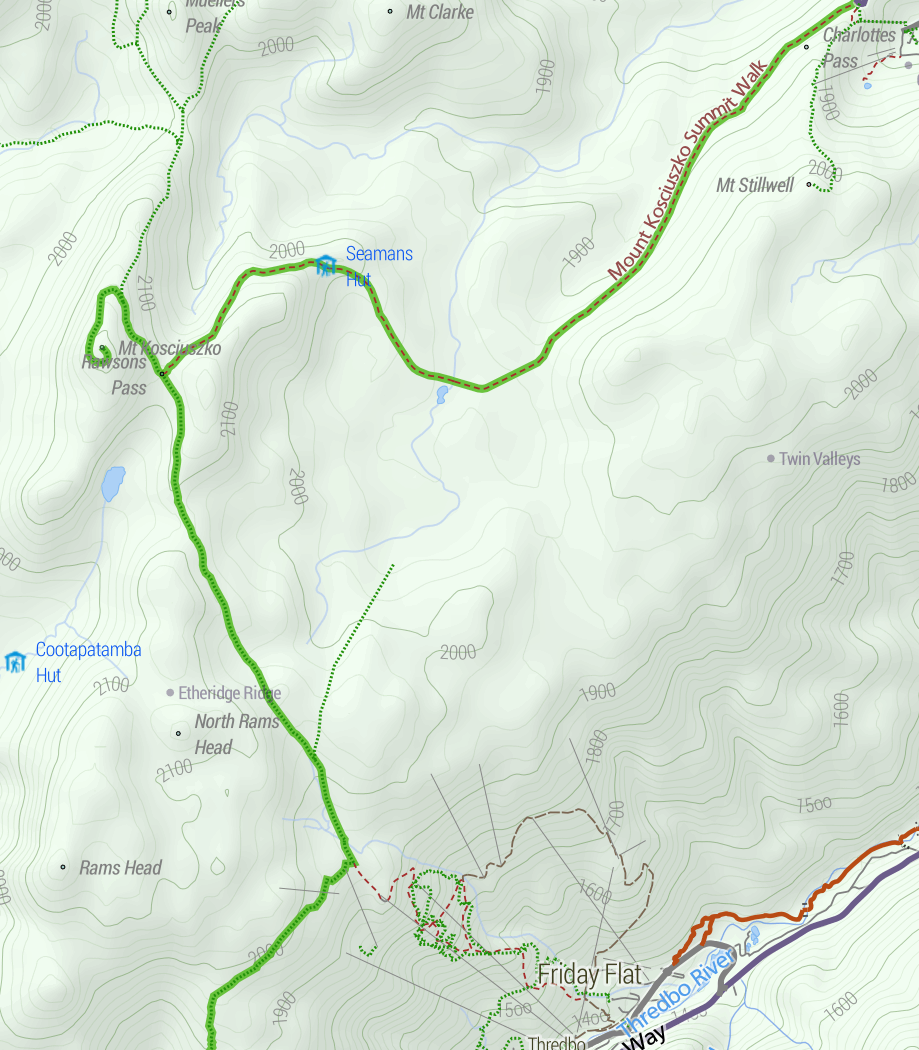
Mapa topogràfic del mont Kosciuszko que inclou les aproximacions des de Charlotte Pass i Thredbo.

El parc nacional de Kosciuszko també és la ubicació de les pistes d'esquí alpí més properes a Canberra i Sydney, que són les estacions d'esquí de Thredbo, Charlotte Pass i Perisher. El mont Kosciuszko podria haver estat pujat pels indígenes australians molt abans de la primera ascensió registrada pels europeus.
Cada any, al desembre, una cursa d’ultramarató anomenada Coast to Kosciuszko puja al cim del mont Kosciuszko després de començar a 240 km.

## Muntanyes més altes d'Austràlia
Hi ha cims més alts dins del territori administrat o reclamat per Austràlia: fora del continent hi ha Mawson Peak (2.745 m) a Heard Island i Dome Argus (4.030 m), Mont McClintock (3.490 m) i el mont Menzies (3.355 m|) al territori antàrtic australià.
Encara que no a Austràlia, Puncak Jaya a Nova Guinea, Indonèsia, que se situa a 4884 m, és la muntanya més alta del continent australià i també d’Oceania.

## En la cultura popular
El quadre de 1863 d’Eugene von Guérard penjat a la Galeria Nacional d'Austràlia titulat Vista del nord-est des del cim nord del mont Kosciusko és en realitat del mont Townsend.
En el poema de Banjo Paterson, es diu que The Man From Snowy River prové del costat de Kosciusko.
La banda de rock australiana Midnight Oil va gravar una cançó anomenada Kosciusko al seu àlbum de 1984 Red Sails in the Sunset, fent referència a la muntanya. L'ortografia es va actualitzar a Kosciuszko per a l'àlbum recopilatori del grup de 1997, 20.000 Watt RSL
Una espècie de sargantana, Eulamprus kosciuskoi, rep el nom del mont Kosciuszko.
El cim de la muntanya va ser la meta de la cinquena temporada de The Amazing Race Australia.

## Ascensió
Hi ha un camí cap a Charlotte Pass, des del qual en surt un altre de 7 km cap al cim. Qualsevol persona amb un nivell físic mitjà el pot escalar. Fins a l'any 1976, el camí estava obert als vehicles de motor.
El pic també pot ser escalat per Thredbo, camí un mica més llarg, però igualment fàcil i que a més inclou una telecadira que deixa a prop del cim.
El parc nacional de Kosciuszko té les muntanyes esquiables més properes a Canberra i Sydney, amb les estacions d'esquí de Thredbo i Perisher Blue.
Es creu, lògicament, que el Kosciuszko ha d'haver estat coronat pels oriünds molt abans de l'arribada dels europeus.

## Muntanyes d'Austràlia de superior alçada
Fora de l'Austràlia continental, però formant part de territori australià o reclamat per Austràlia: 
- El pic Mawson, de 2.745 metres, situat a l'illa Heard de les Illes Heard i McDonald.
- El mont McClintock, de 3.490 metres, i el mont Menziesde 3.355 metres, al territori antàrtic australià.

## Galeria

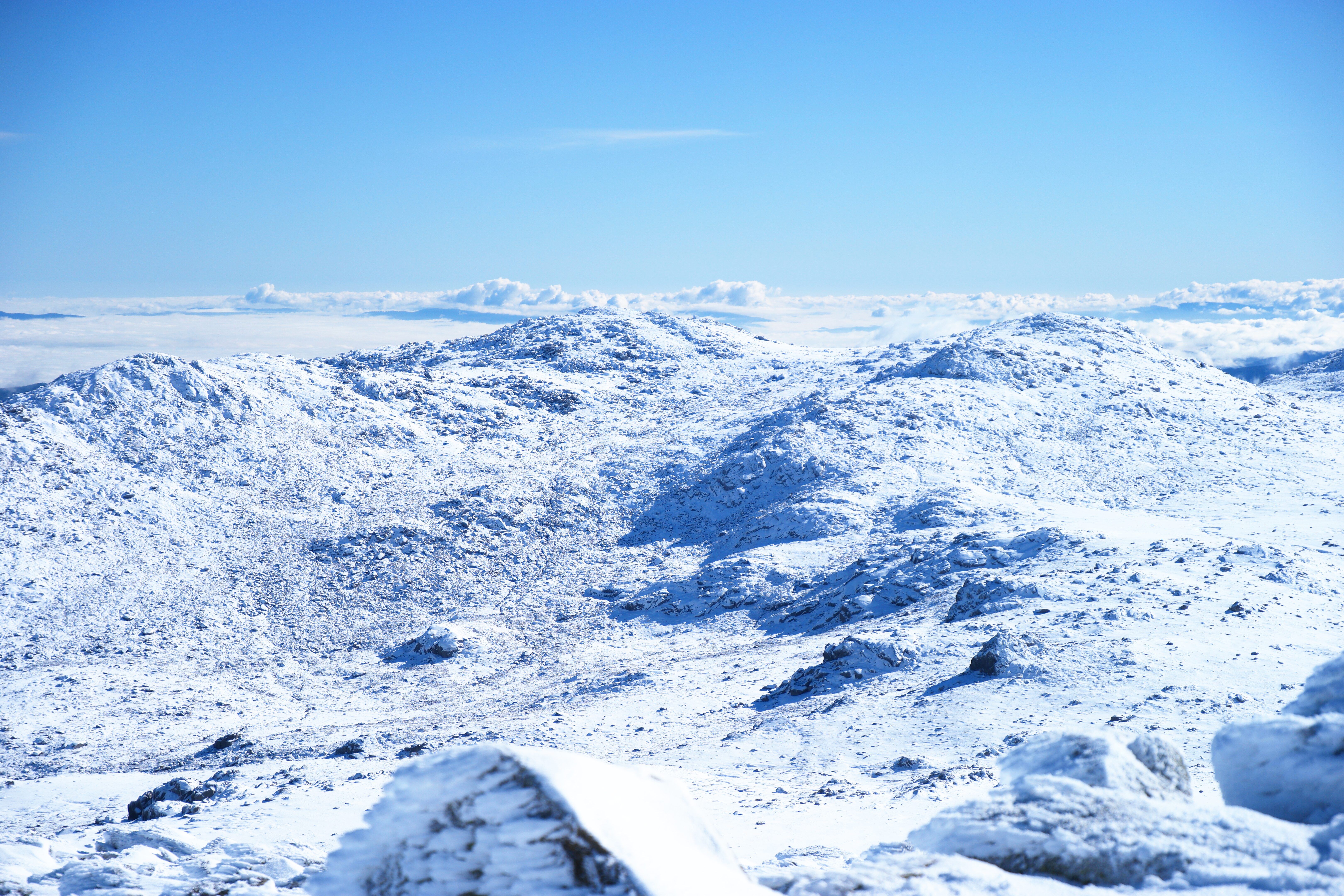
Parc nacional de Kosciuszkovist des del cim
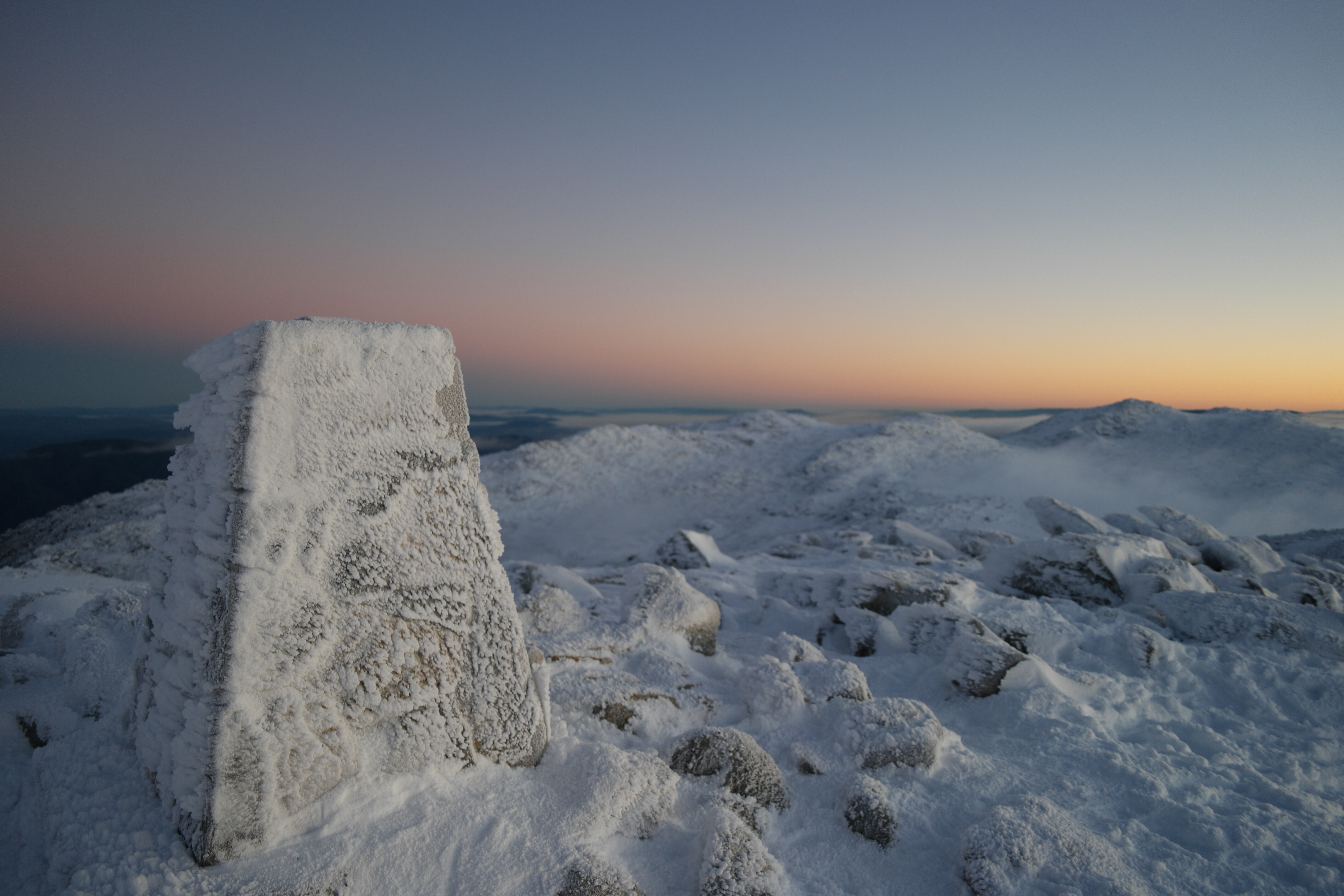
La base d'un marcador trig d'enquesta al cim
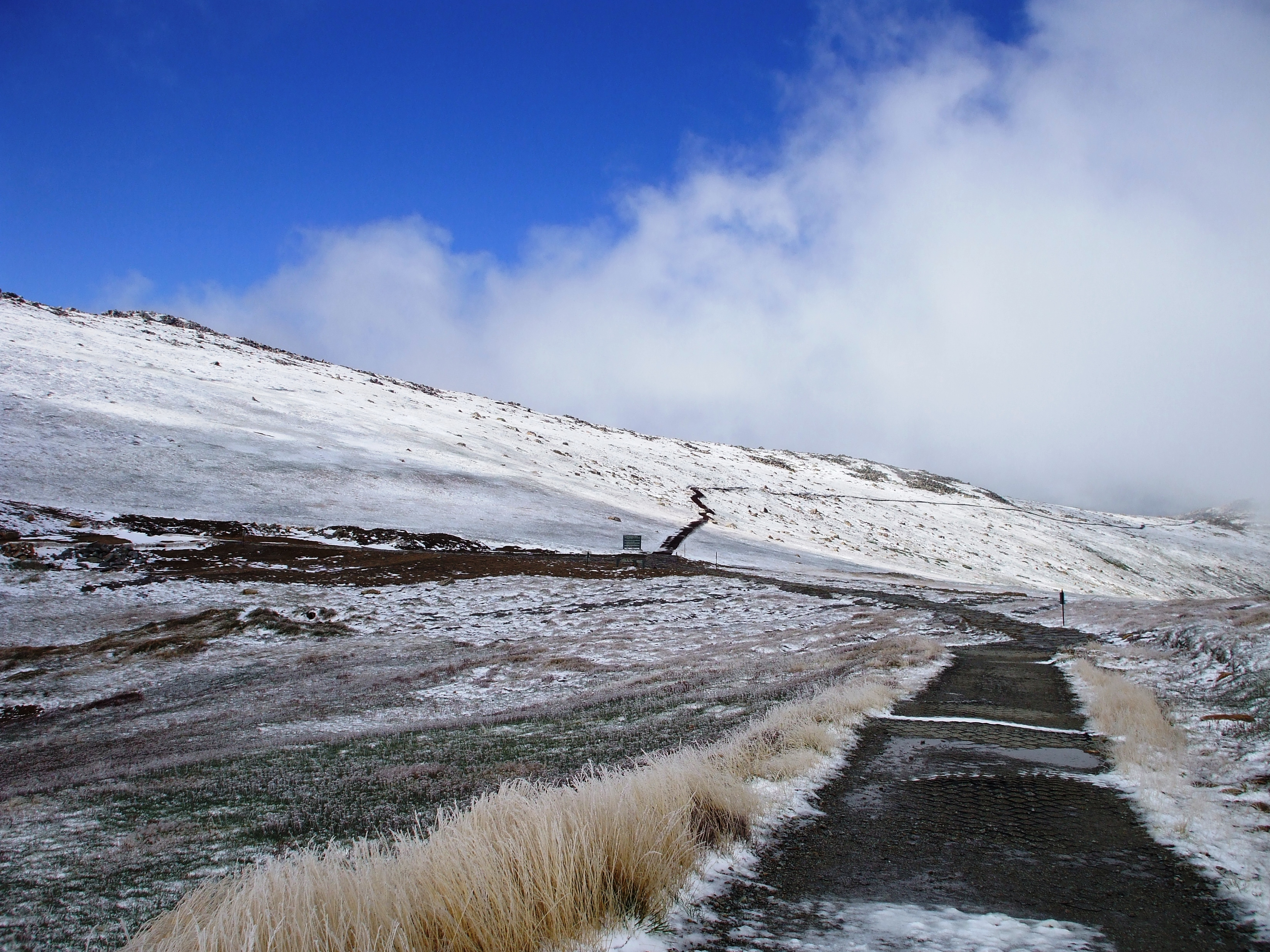
Vessant est de la muntanya
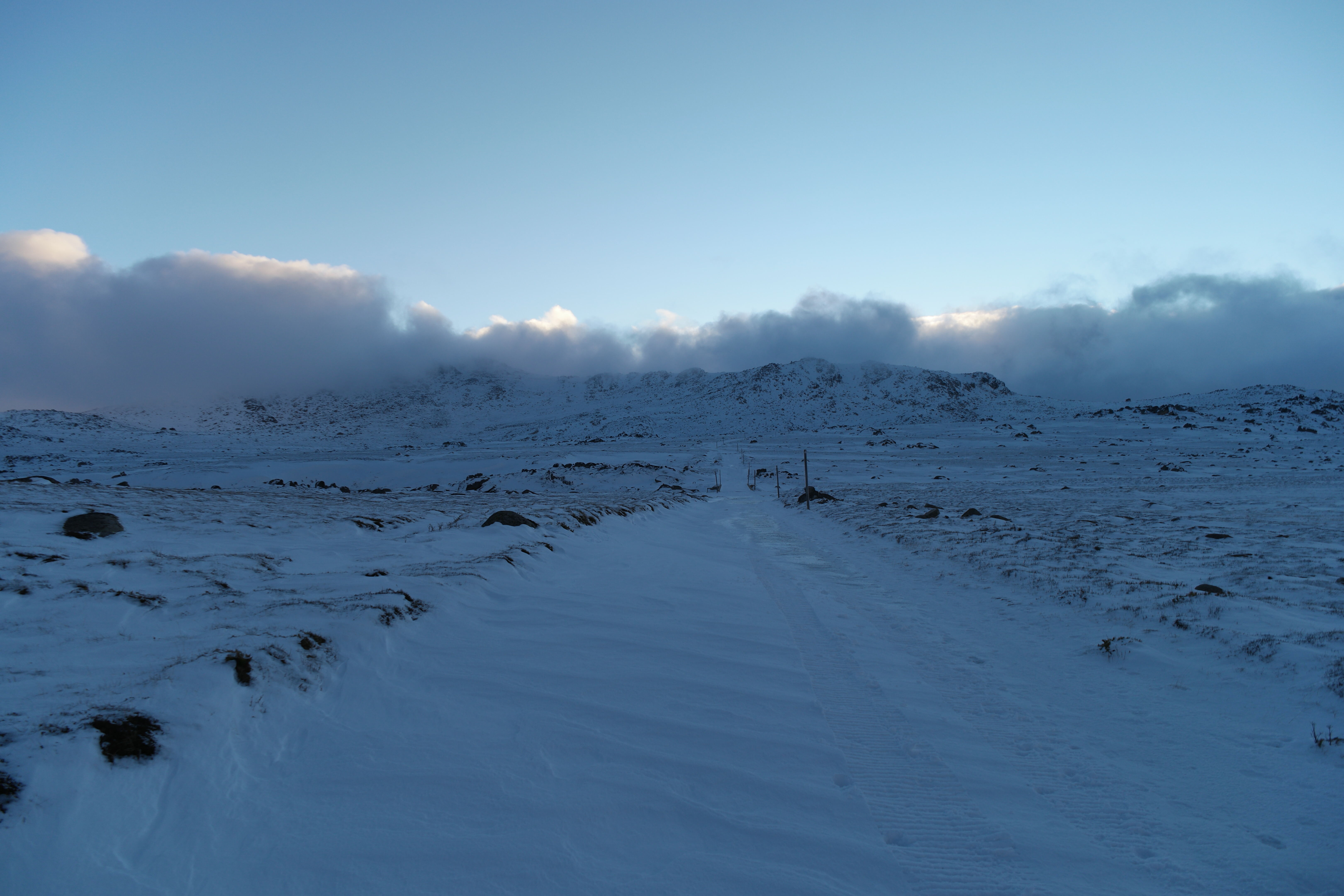
Passejada al cim del mont Kosciuszko
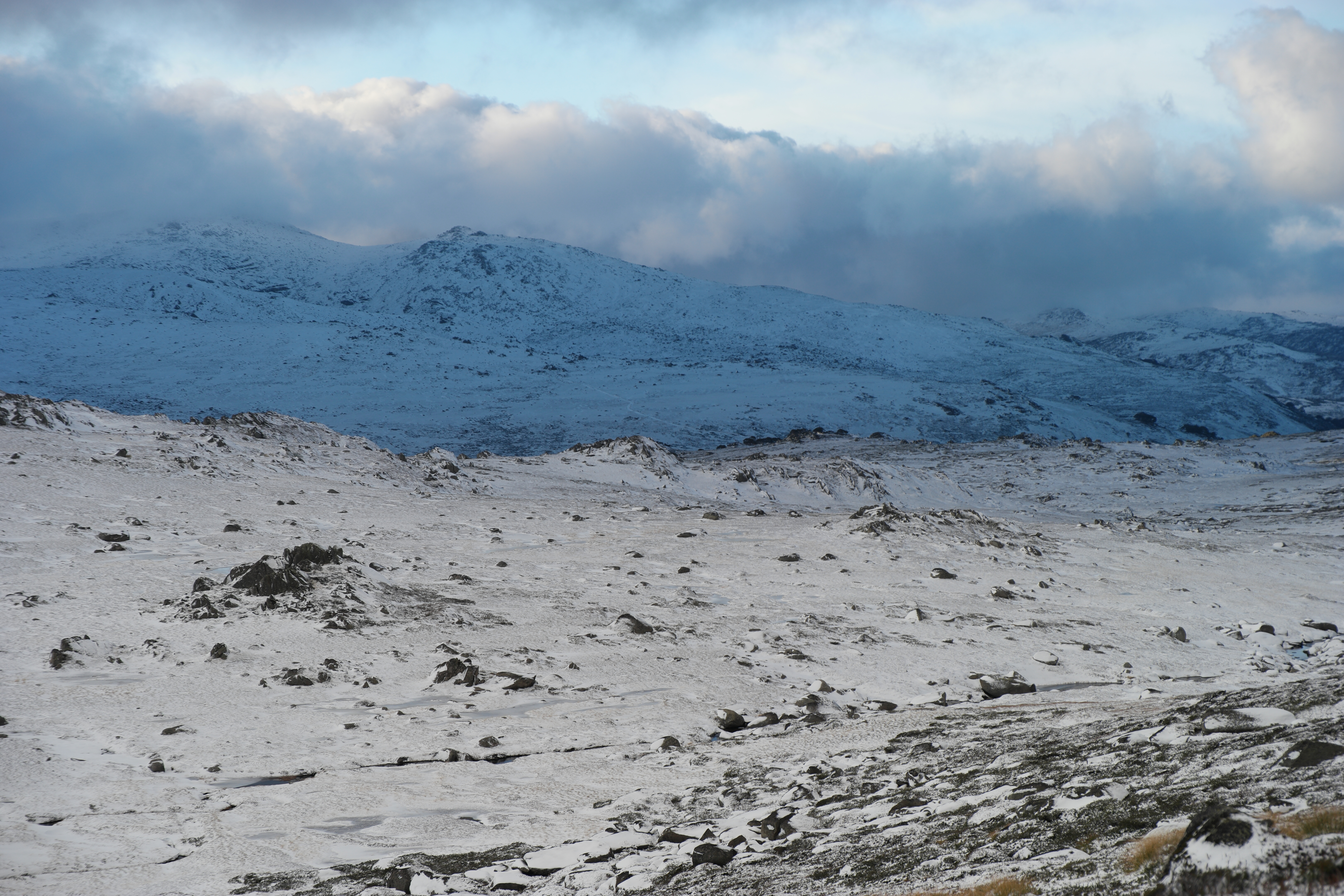
El cim des deCharlotte Pass, Nova Gal·les del Sud
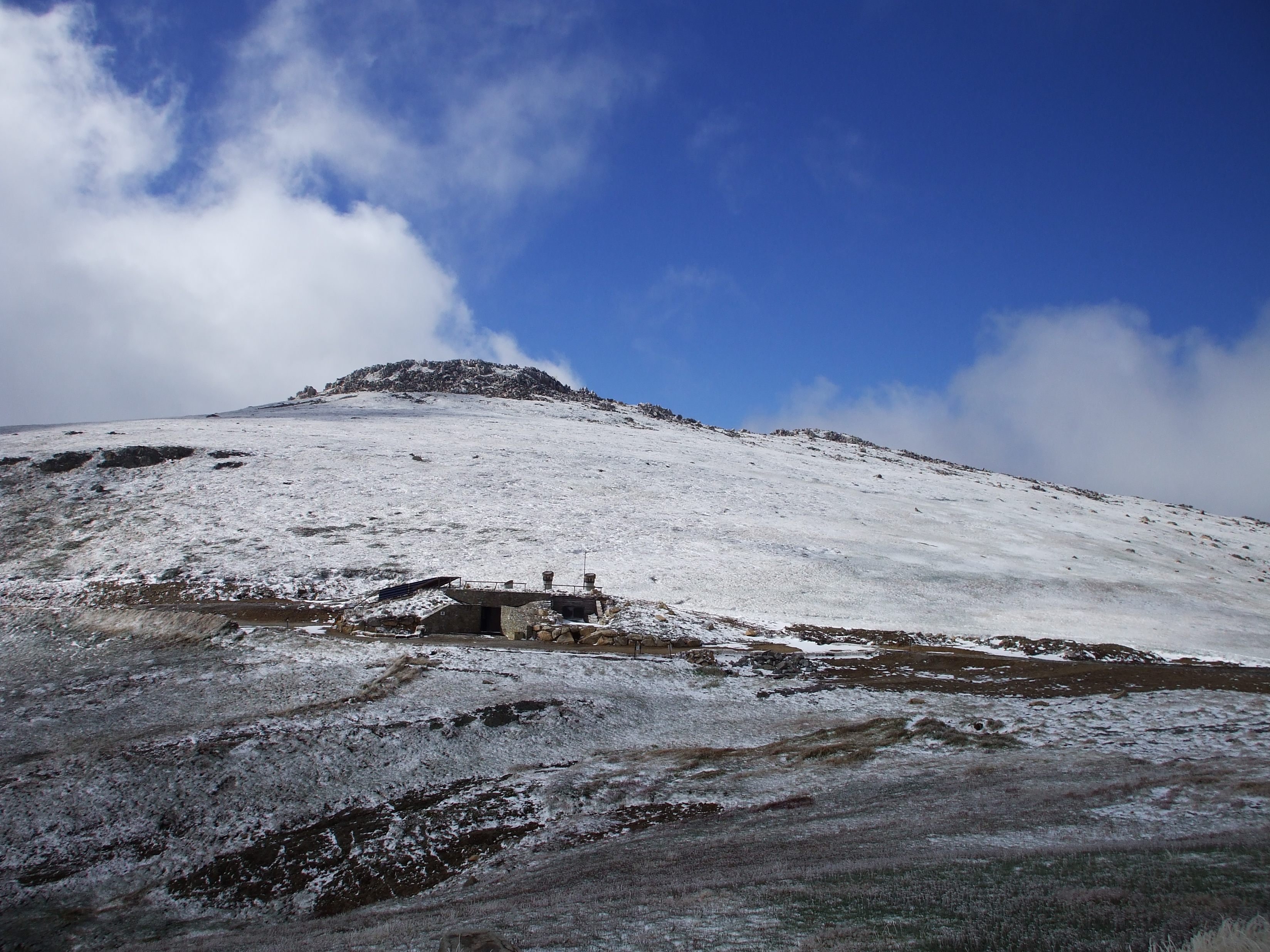
El mont Etheridge des del costat sud mostra un lavabo d'alta elevació al pas de Rawson
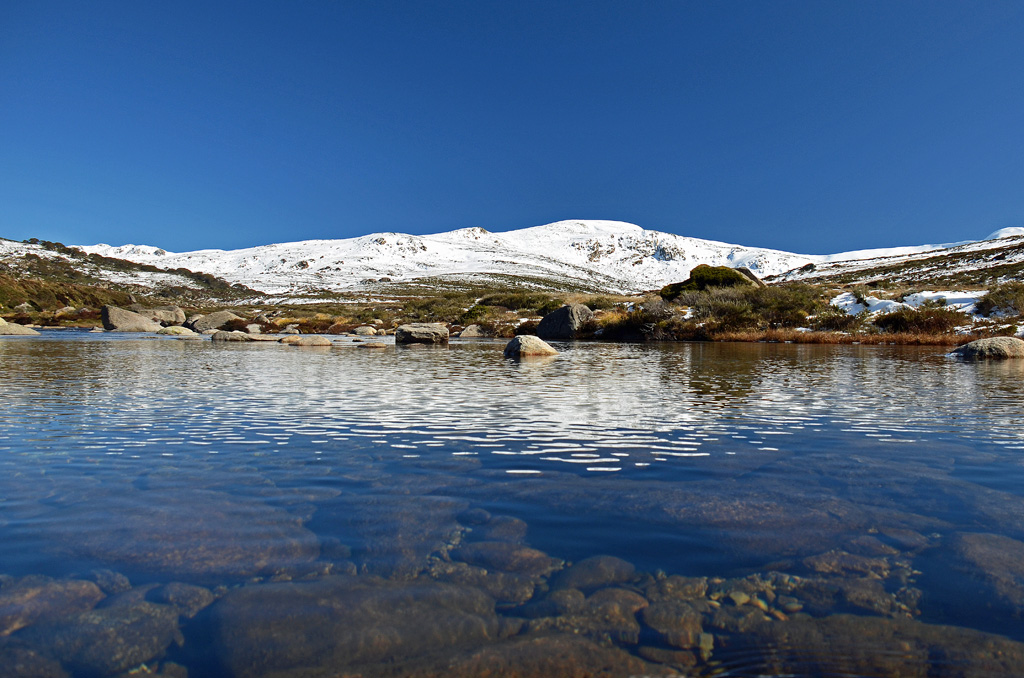
Vista del mont Kosciuszko i la serralada Etheridge des de la capçalera del riu Snowy
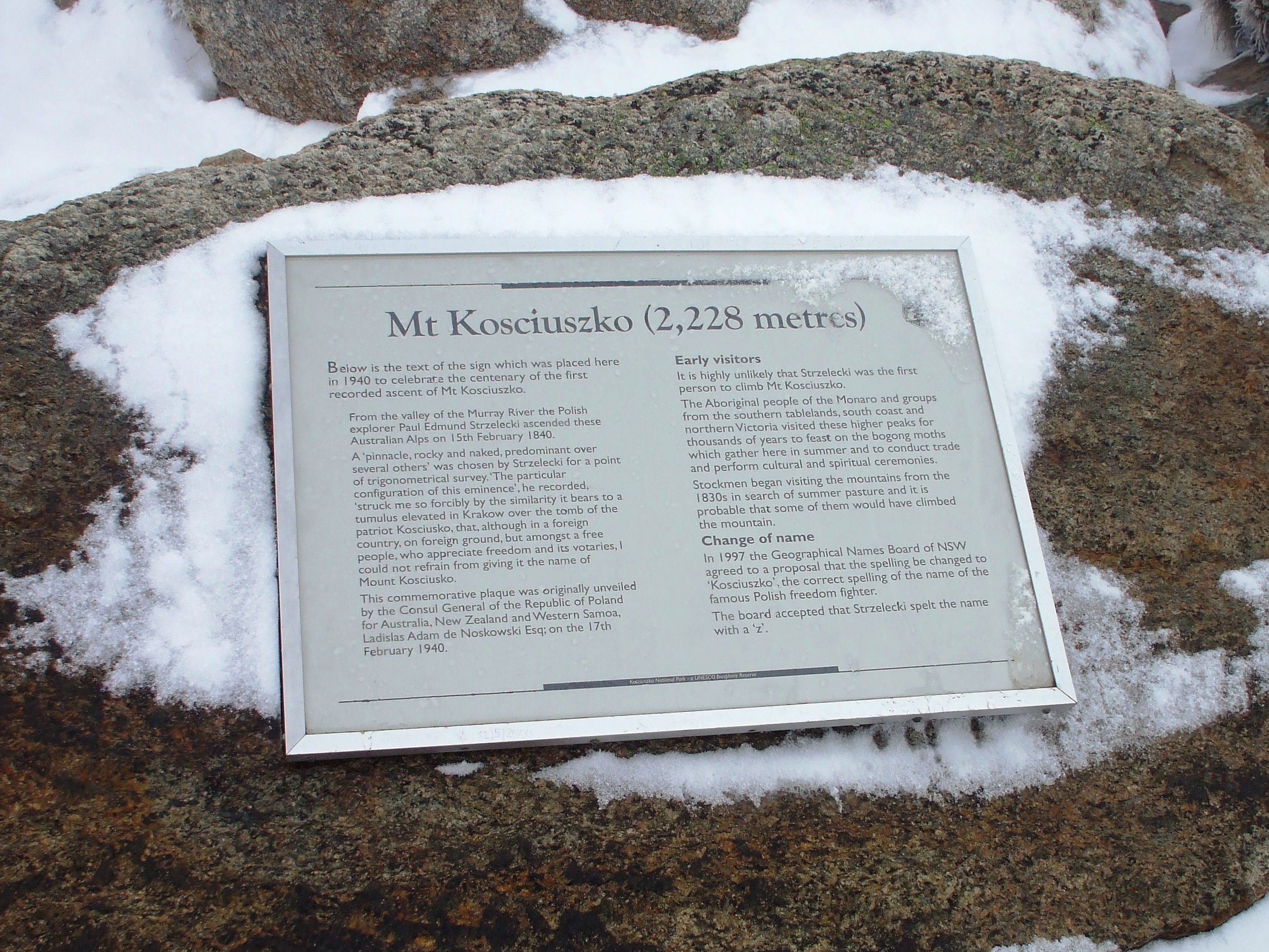
La placa de dalt
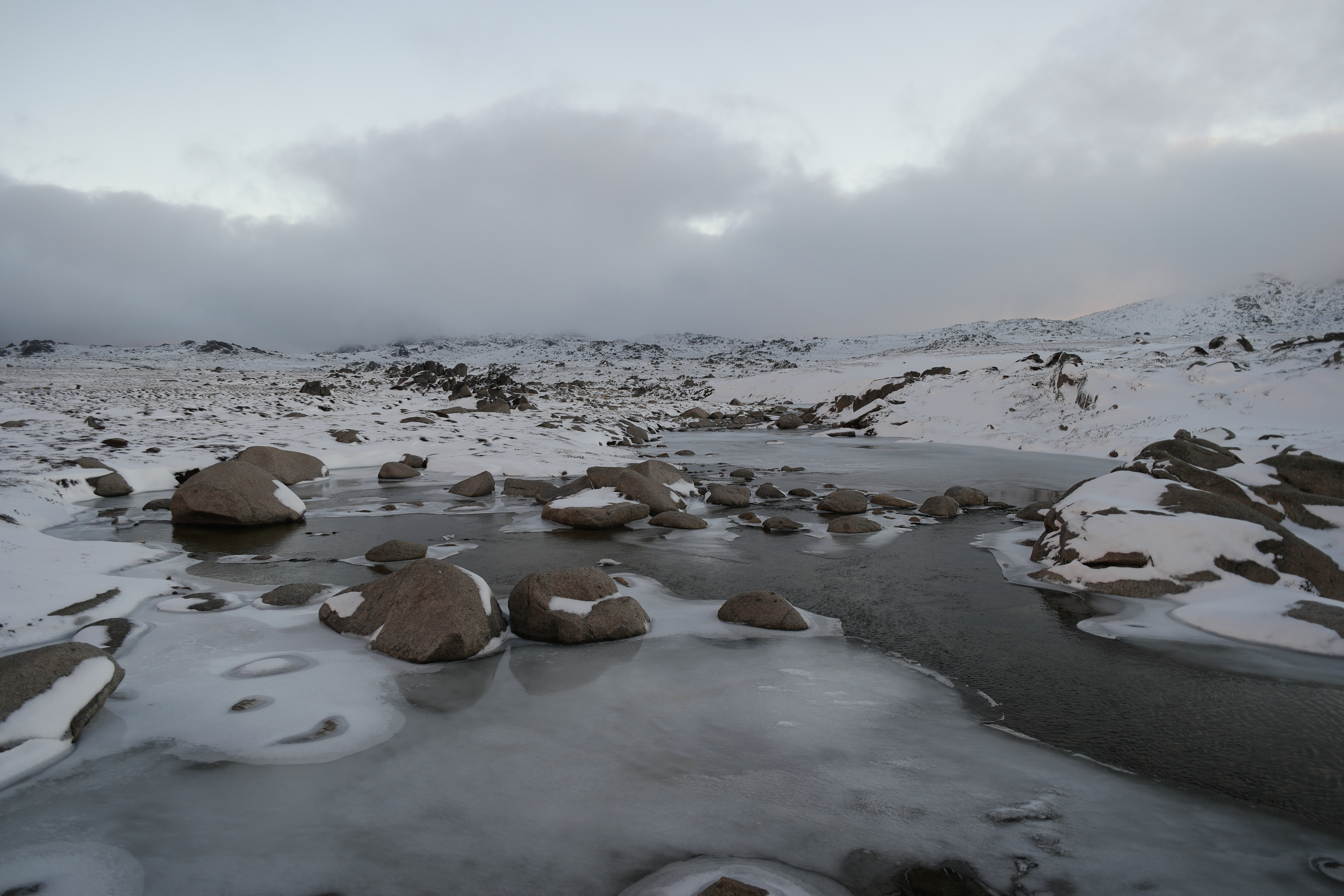
Riu que baixa des del cim
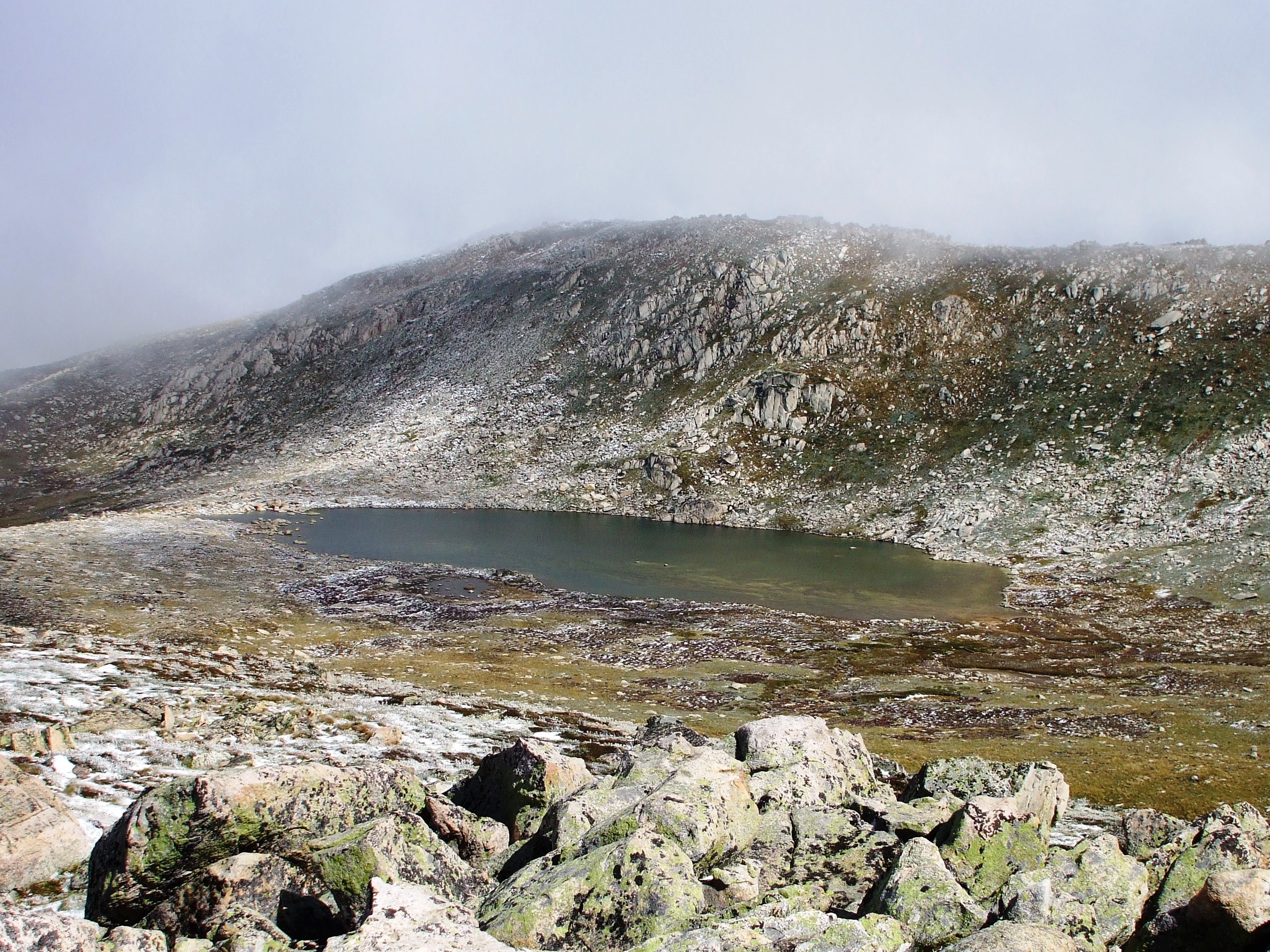
Llac Cootapatamba, el llac del lloc més alt del continent australià
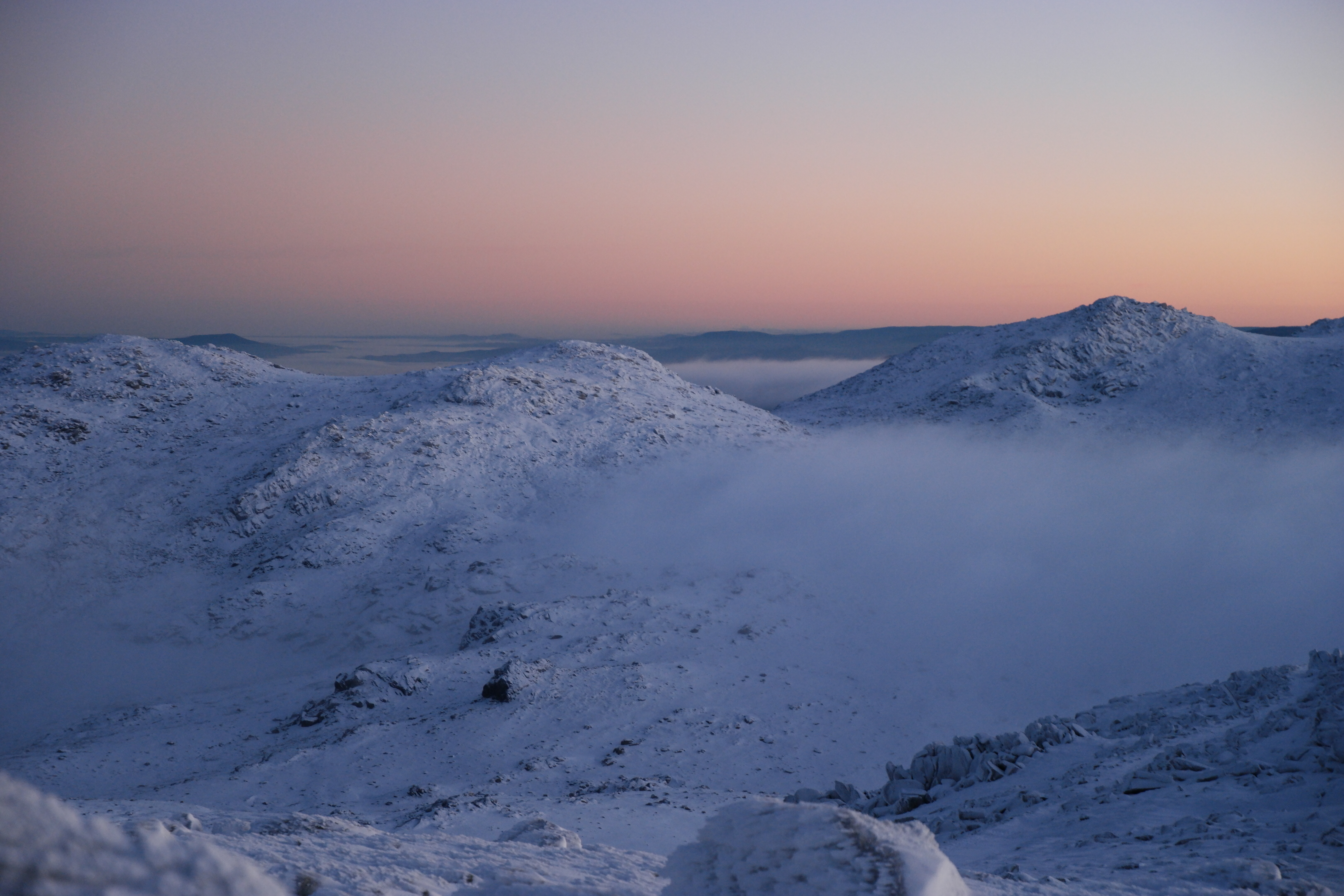
Serralades adjacents